# 哈德拉毛省
哈德拉毛省（阿拉伯语：‎）是也門東部的一個省，北鄰沙烏地阿拉伯，南臨亞丁灣。2004年起轄索科特拉島，2013年索科特拉島归属索科特拉省。曼德海峽上的丕林島亦屬本省。该省与沙特阿拉伯接壤。
面積167,280平方公里，2004年人口1,029,462人。首府穆卡拉。
1. ↑  . Central Statistical Organisation.   [24 February 2013]. （原始内容存档于9 October 2012）.